# Chappal Waddi
Chappal Waddi - szczyt we wschodniej Nigerii, blisko granicy z Kamerunem. Jest to najwyższy szczyt Nigerii. Szczyt jest czasem podawany jak najwyższy szczyt Afryki Zachodniej (jeśli nie wlicza się do niej Kamerunu).